# Villa Rendena
Villa Rendena, localmente chiamato Villa, è la frazione capoluogo del comune di Porte di Rendena, nella provincia di Trento.
Fino al 31 dicembre 2015 ha costituito, assieme alle frazioni di Javrè e Verdesina, un comune autonomo, che al momento del suo scioglimento contava 1 002 abitanti.

## Storia

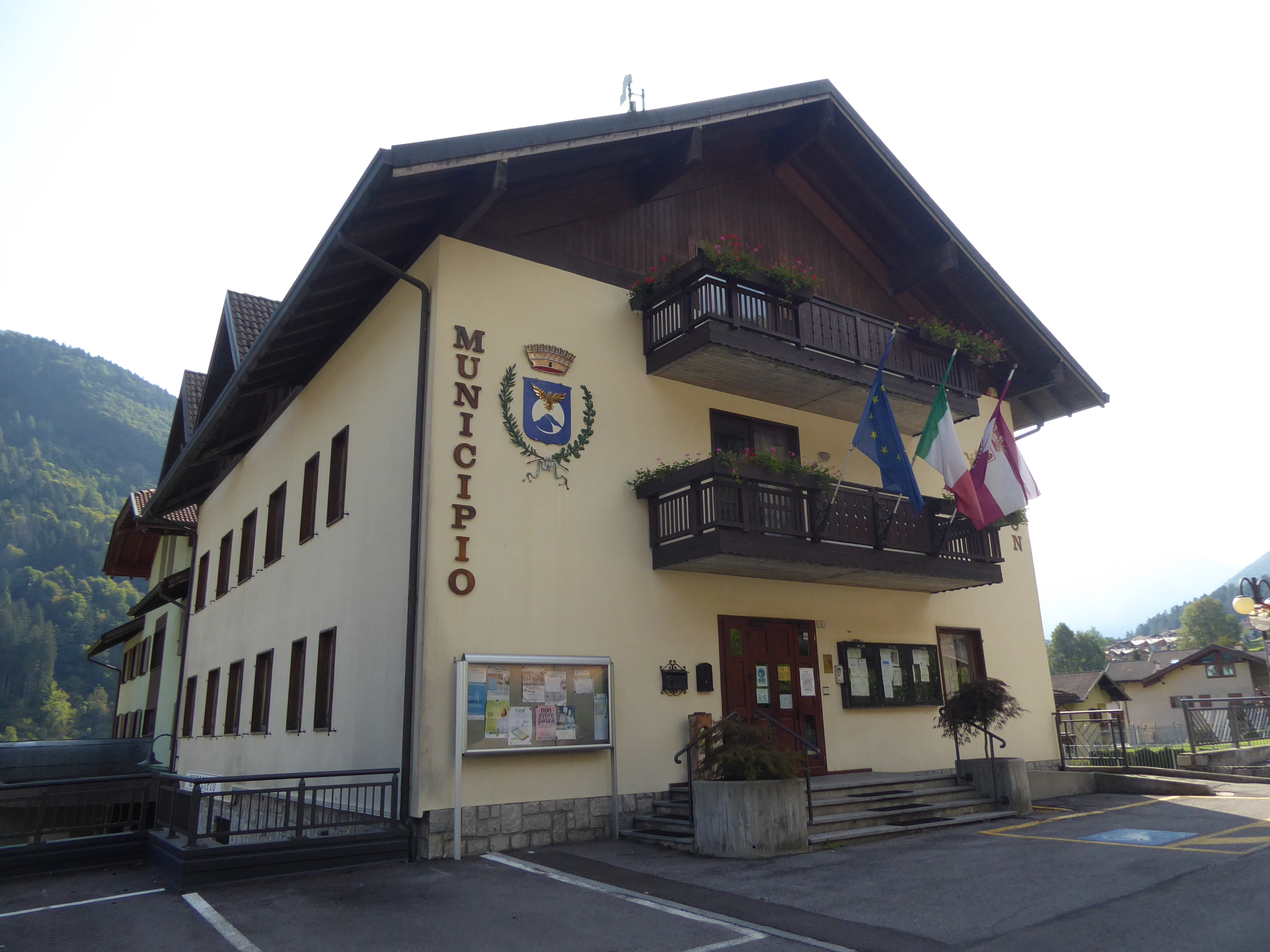
Il municipio

Villa Rendena, abitata già nell'età del Bronzo, fu poi occupata dalle popolazioni retiche, alle quali seguirono i Celti e infine i Romani. Come tutto l'attuale Trentino fece parte fino al 1918 all'Impero austro-ungarico. Il comune non fu risparmiato dalla peste che si abbatté sulla valle nel Seicento, e che fu causa dell'abbandono di molti abitati.
Come tutti i villaggi giudicariesi è stato ricostruito dopo i furiosi incendi, l'incendio di Villa Rendena avvenuto il 7 ottobre 1924 e quello di Javrè il 23 aprile 1910 che avevano distrutto le sovrastrutture lignee delle massicce case rendenesi.
La passata attività economica di Villa Rendena è legata ad alcune attività artigianali tradizionali. Assai rinomato era l'artigianato degli zoccoli di legno, che ebbe un forte impulso durante la seconda guerra mondiale.
Nel 1928, durante il periodo il fascista, al comune di Villa Rendena sono stati aggregati quelli soppressi di Javrè e Verdesina. Nel 2016 si è aggregato ai comuni di Vigo Rendena e Darè per formare il nuovo comune di Porte di Rendena, di cui è capoluogo.

### Simboli
Lo stemma e il gonfalone del comune erano stati concessi con decreto del presidente della Repubblica del 25 agosto 1953.
Il gonfalone era un drappo partito di verde e di azzurro.

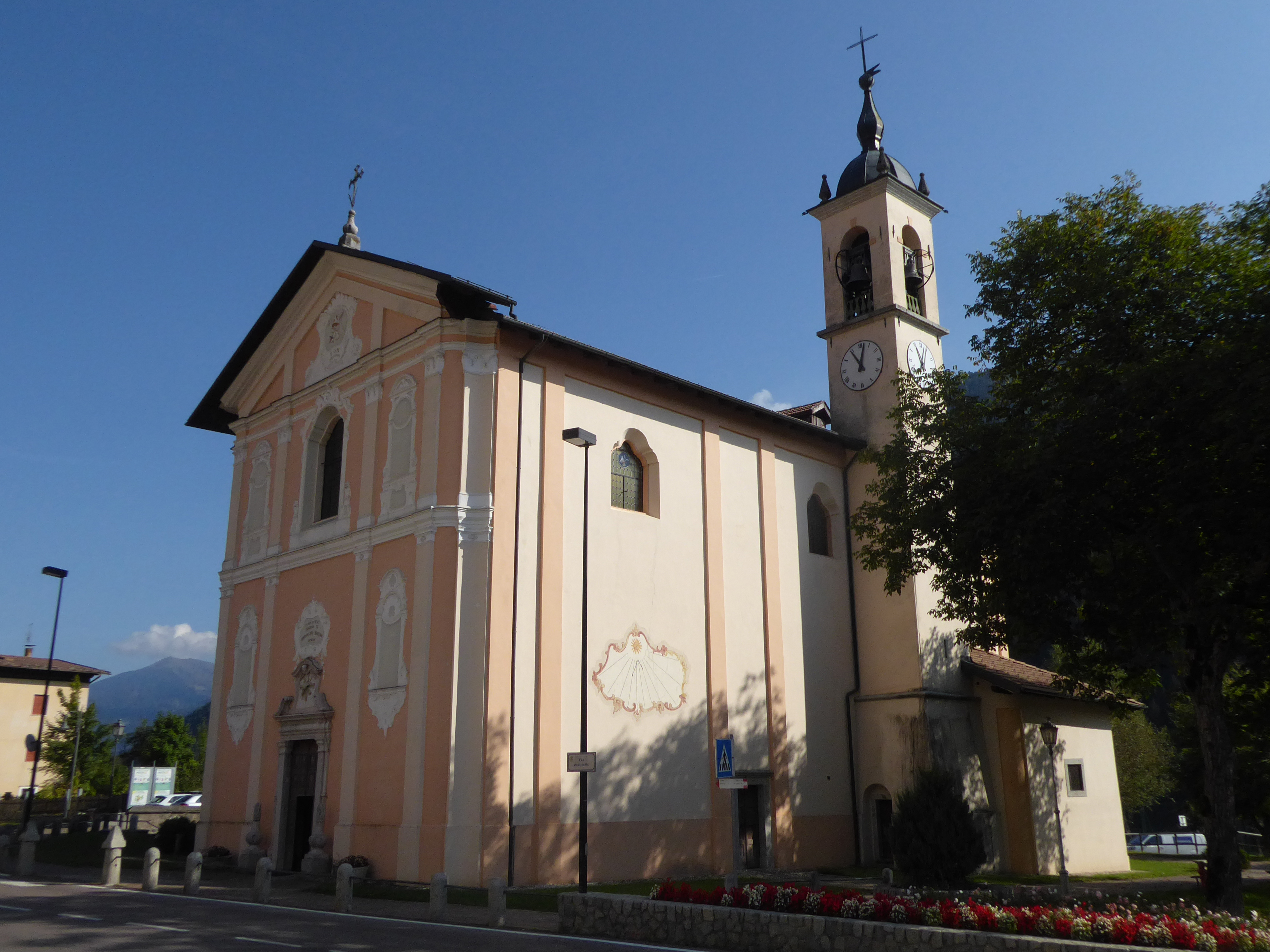
La chiesa di San Martino

## Monumenti e luoghi di interesse
- Chiesa di San Martino, parrocchiale;
- Chiesetta di Pafsang: si trova sul colle di Pafsang sopra al paese ed è dedicata alla Madonna della Misericordia.

## Società

### Evoluzione demografica
Abitanti censiti

## Amministrazione

### Variazioni amministrative

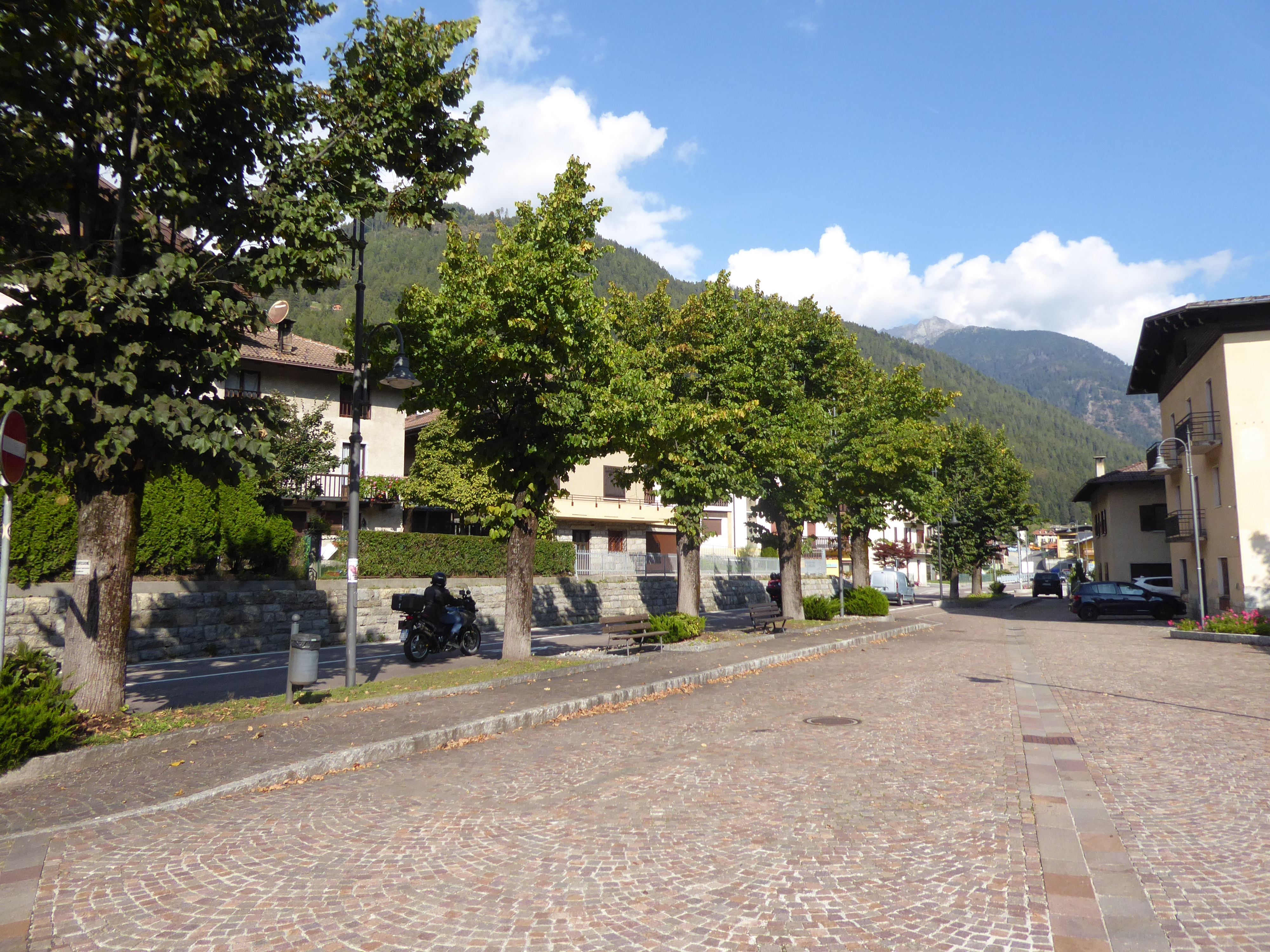
Scorcio

Verdesina si rese autonoma da Villa Rendena nel 1788. Verso la fine dell'Ottocento i paesi di Villa Rendena, Verdesina e Javré furono contattati dal capitano distrettuale di Tione che cercava di rendere possibile la loro unione in un unico comune ma questo tentativo andò a vuoto.
Dopo la prima guerra mondiale però con la nuova politica vi fu in tutto il Trentino un sostanziale cambiamento delle suddivisioni amministrative comunali tendente ad accorpare più comuni in uno solo. Ciò avvenne anche per Villa Rendena, Verdesina e Javrè che in forza del regio decreto del 6 maggio 1928 n. 1183 si trovarono uniti in un unico ente comunale che faceva a capo Villa Rendena.